# Jason Lo
Jason Lo es un cantante, músico, productor musical, DJ y empresario malayo. Algunas veces conocido como "LO" y "J Lo".

## Biografía

### Primeros años
Lo nació en Kuching, Sarawak de padre chino y madre irlandesa. Estudió en Singapur y después en el Reino Unido. Se graduó de la Universidad de Hull obteniendo la Licenciatura en Ciencias BSc en Contabilidad, y luego hizo un Masterado en Administración de Empresas en Finanzas en la Escuela Webster de Londres, antes de regresar a Malasia para seguir su próxima carrera en la industria de la música.

### Carrera de la musical
En 1996, grabó un demo de diez pistas en Inglaterra junto a una banda musical llamado 'Sunday Man'. En 1997, grabó otro disco de diez pistas con 'Drop Circle' cuando su banda cambió de nombre. En 1998, la banda siguió su camino y Lo volvió a Malasia. Su primer álbum en Malasia, titulado Days Without Dawn, fue lanzado en Malasia a finales de 1999. Desde entonces, ha lanzado otros dos álbumes más como Firefighter (2002) y The Fall (2005).

### Deportes
En 2006, Lo aliado con la política de Malasia junto a Khairy Jamaluddin (quien asistió a la escuela secundaria en Singapur en el Colegio del Mundo Unido del Sureste de Asia) para producir un reality MyTeam show. El espectáculo, fue televisado por la cadena televisiva TV3, reunió a un grupo de jugadores de fútbol desconocidos seleccionado a los senderos a cabo alrededor para formar un equipo y tener en un equipo de fútbol nacional de Malasia, en un partido de exhibición. El evento atrajo mucha publicidad, y MyTeam puso su desempeño meritorio de perder 2-1 contra la selección nacional. MyTeam fueron invitados a entrar en la Liga Premier de Malasia en 2007.

## Discografía
| Days Without Dawn (1999) |                        |          |  |
| N.º                      | Título                 | Duración |  |
| 1.                       | «Raining Tuesday»      |          |  |
| 2.                       | «Evening News»         |          |  |
| 3.                       | «Crash»                |          |  |
| 4.                       | «Magical Land»         |          |  |
| 5.                       | «This Is Where I Live» |          |  |
| 6.                       | «I'm Not There»        |          |  |
| 7.                       | «Days Without Dawn»    |          |  |
| 8.                       | «Min»                  |          |  |
| 9.                       | «Misadventure»         |          |  |
| 10.                      | «So Julie»             |          |  |
| 11.                      | «Still Running»        |          |  |

| Firefighter (2002) |        |          |  |
| N.º                | Título | Duración |  |

| The Fall (2005) |                              |          |  |
| N.º             | Título                       | Duración |  |
| 1.              | «Feel No One»                |          |  |
| 2.              | «Operator, the Line is Dead» |          |  |
| 3.              | «Sleepy Head»                |          |  |
| 4.              | «Impress Them»               |          |  |
| 5.              | «Do You have a Light?»       |          |  |
| 6.              | «Redondo»                    |          |  |
| 7.              | «In My Way»                  |          |  |
| 8.              | «The Inside»                 |          |  |
| 9.              | «Paid»                       |          |  |
| 10.             | «The Fall»                   |          |  |

| Hurricane (TBA) |        |          |  |
| N.º             | Título | Duración |  |

## Premios y Menciones
- Sarawak Icon Juventud y Premio de Deportes 2011[2]
  - Icon Juventud - Emprendimiento